# Schausch
Schausch war eine Bezeichnung für afrikanische Unteroffiziere in der Kaiserlichen Schutztruppe für Deutsch-Ostafrika. Der Ursprung des Wortes liegt in der ägyptischen Aussprache des türkischen Unteroffizierranges „Çavuş“ in der osmanischen Armee. Die ursprüngliche Bedeutung ist „Führer“.
Die Rangbezeichnung war unter den durch Hermann von Wissmann in Ägypten für die Bekämpfung des Aufstandes von 1889 an der Küste Ostafrikas angeworbenen meist sudanesischen Söldnern üblich und wurde von ihnen in die Wissmanntruppe eingebracht, die später in die Schutztruppe überging. 
Aufgrund der rassistischen Struktur der Kolonialstreitmacht galten afrikanische Unteroffiziere immer als dienstjünger als deutsche Unteroffiziere. Dies betraf auch die höheren Dienstgrade für Nichteuropäer wie den Betschausch oder Effendi.

## Quelle
- Artikel „Schausch“ im Deutschen Koloniallexikon von 1920